# Katie Featherston
Katie Dianne Featherston (* 20. Oktober 1982 in Texas) ist eine US-amerikanische Schauspielerin.

## Leben
Featherston ging auf der James Bowie High School in Arlington zur Schule, ihr Schauspiel-Studium machte sie auf der Southern Methodist University. 2007 spielte sie die Rolle der Katie in dem Horrorfilm Paranormal Activity, der allerdings erst 2009 in die Kinos kam, sowie in dessen Fortsetzungen Paranormal Activity 2 (2010), Paranormal Activity 3 (2011), Paranormal Activity 4 (2012) und Paranormal Activity: Die Gezeichneten (2014). Außerdem war sie in drei Episoden der ABC-Horrorserie The River zu Gast.

## Filmografie (Auswahl)
- 2006: Mutation
- 2007: Paranormal Activity
- 2009: Walking Distance
- 2010: Paranormal Activity 2
- 2011: Paranormal Activity 3
- 2012: Paranormal Activity 4
- 2012: The River (Fernsehserie, 3 Episoden)
- 2014: Paranormal Activity: Die Gezeichneten (Paranormal Activity: The Marked Ones)